# Schweppermannring
Der Schweppermannring (auch: Zimmermann Karting Ampfing) ist eine permanente Kartrennstrecke bei Ampfing im oberbayerischen Landkreis Mühldorf am Inn in Bayern. Die Kartbahn ist eine von 4 aktuell von der FIA für internationale Läufe homologierten Kartanlagen in Deutschland.

## Geschichte
Die Strecke wurde am 1. Mai 1997 eröffnet. Die Bahn ist Stammstrecke des Motorclub Waldkraiburg im ADAC.

## Streckenbeschreibung
Die 1063 Meter lange Rennstrecke verfügt über eine Streckenbreite von 10 bis 12 Metern. Neben einer elektronischen Zeitnahme mit 3 Sektoren verfügt die Strecke über eine Flutlichtanlage und einen dreistöckigen Renntower für die Rennleitung.

## Veranstaltungen
Aktuell startet als höchstrangige nationale Serie das ADAC Kart-Masters auf der Strecke. 
Ferner wird auf der Strecke eine eigene Langstreckenserie mit Leihkarts ausgefahren die Rennen über 24h, 12h, 6h und 4h umfasst.
In der Vergangenheit waren bereits die Deutsche Kart Meisterschaft und die Kart-Europameisterschaft auf dem Kurs zu Gast, wobei die Kart-EM 2006 ihren Endlauf auf der Strecke durchführte. Erst 2018 kehrte die EM wieder auf die Strecke zurück.